# Sauzal

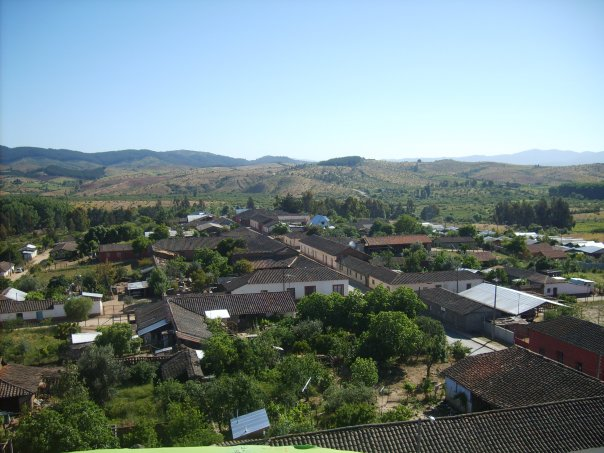
Casas de Sauzal vistas desde lo alto

Sauzal es una aldea chilena de la provincia de Cauquenes, Región del Maule. Sauzal es localidad de muy antigua raigambre, ubicada a 35 km al norte de la ciudad de Cauquenes, a cuya comuna pertenece. Es accesible por la Ruta San Javier-Cauquenes y por la Ruta Parral-Cauquenes-Tomé.

## Emplazamiento y arquitectura
Las casas de la localidad conservan la tradicional arquitectura rural chilena y forman un conjunto muy evocativo. La hermosa iglesia parroquial de Sauzal, adscrita a la Diócesis de Linares, es de antigua data y contiene algunas tumbas de exponentes de ilustres familias de la localidad. La parroquia de Sauzal, dedicada a San Luis Gonzaga, está entre las más antiguas de la diócesis ya que el año 1677 se fundó la viceparroquia y en 1836, la parroquia. Sauzal está en medio de un área de muy baja densidad de población, en una zona predominantemente de secano. Cerca de la localidad hay varias propiedades agrícolas, con variedad de cultivos. Los bosques de pinos y eucaliptus, y los viñedos son parte integral del paisaje.

## Demografía
Según el Censo Chileno 2017, Sauzal tenía 970 habitantes: 470 mujeres (48.5%) y 500 hombres (51.5%). Los habitantes de Sauzal representaban el 2.4% de la población de Cauquenes en 2017.

## Entorno

### Cerro Name
Hacia el suroeste de Sauzal se encuentra el cerro Name, el más alto de la provincia, con sus más de 800 m s. n. m. El Name, cubierto de densos bosques, se yergue como un permanente vigía de estas solitarias tierras, tan llenas de tradiciones y leyendas. Desde su cima es posible ver una gran extensión de la Cordillera de la Costa y de sus valles intermedios, llegando la vista hasta la costa de Constitución. En las alturas del cerro existen vertientes naturales y alrededor de él hay árboles nativos como el maitén, el boldo y el litre.

### El "Ciénago de Name"
Justo al sur del cerro se encuentran las Ciénagas del Name (o Laguna el Ciénago del Name), un interesante humedal de rara presencia en esta zona, en cuyo alrededor existen praderas naturales con espinos, y crecen matorrales como la rosa mosqueta, el avellanito y el radal así como plantaciones de pino insigne. El humedal es de origen pluvial esporádico, con quebradas que bajan de las alturas cercanas. Las crecidas del humedal ocurren sólo en invierno, por lo que el ciénago está bajo permanente amenaza de desecamiento natural. 
En el Ciénago del Name hay un extenso totoral en el cual se albergan numerosas especies de aves acuáticas lo que le confiere una gran riqueza de avifauna. Entre las especies allí presentes predominan la tagua, los cisnes de cuello negro y los diferentes patos. El área está declarada como libre de caza.
El Ciénago del Name constituye un sitio prioritario para la Conservación de la Biodiversidad Biológica en Chile. 
Entre el Name y el ciénago serpentea un camino de tierra, en relativas buenas condiciones, a cuyos costados se levanta un pintoresco caserío de atractiva rusticidad, que incluye una serena capilla.
Las coordenadas geográficas del lugar son las siguientes: 35°45′00″S 72°07′00″O / -35.75000, -72.11667. La altitud es de 152 m s. n. m.

### Medialuna
La medialuna de Sauzal fue inaugurada en enero de 2006 con un rodeo interasociaciones. El Club de Rodeo Chileno de Sauzal se fundó el año 1962, con el nombre de Club de Huasos de Sauzal, y posteriormente, el año 1972, es afiliado oficialmente a la Federación del Rodeo Chileno, como tercer Club de la Asociación del Rodeo Chileno de Cauquenes, junto a Cauquenes y Chanco. La antigua medialuna tenía más de 35 años, por lo que se construyó la actual medialuna en madera impregnada con tribunas para mil personas, además de un casino, picadero, cargadero, corrales, caseta de jurado, caseta de prensa, caseta de cantoras, puertas metálicas y cierre periférico completo.